# 보리스 베레좁스키
보리스 아브라모비치 베레좁스키(러시아어: Бори́с Абра́мович Березо́вский, 1946년 1월 23일 ~ 2013년 3월 24일)는 러시아의 기업인이자 수학자이다. 한때 러시아의 미디어 재벌로 신흥 올리가르히였으나 블라디미르 푸틴 대통령에게 숙청당해 영국으로 망명했다.

## 생애
1946년 모스크바에서 건축가 출신의 유대인 아브람 말코비치 베레좁스키와 애나 겔만의 아들로 태어나 임업과 수학을 공부해 1983년 박사 학위를 받았다. 1968년 모스크바 임업 공학 연구소를 졸업하고 엔지니어로 활동하며 1987년까지 연구소 관리자, 소련아카데미 의학과의 조교 연구 책임자 등을 지냈다.
이후 거의 파산 직전까지 가던 자동차 판매소를 인수해 엄청난 이익을 남겨 사업에 진출했다. 하지만 1990년 소련이 붕괴되자 체첸 반군과 마피아들의 암살 위협을 받았다. 1993년 총기 난사로 주변 사람들을 잃었고 지나가던 차 옆에서 폭탄이 터져 큰 부상을 당하고 경호원과 운전사가 사망했으며 1994년 9월 14일 차량 폭탄 테러로 주최자가 살해당하기도 했다.
항공 사업인 아에로플로트와 로만 아브라모비치와의 석유 사업에서 큰 돈을 벌어 대통령 보리스 옐친에게 정치 자금을 전달했고 이후 옐친 대통령의 후원으로 많은 사업에서 성공을 거두며 미디어 업계에도 진출했다. 2000년 대통령으로 선출된 블라디미르 푸틴과도 푸틴의 집권 초기에는 가족끼리 모임을 가질 만큼 가까운 사이였으며 무명의 푸틴이 옐친의 후계자가 되도록 경제적으로 지원하기도 했다. 그러나 이후 푸틴이 신흥재벌 개혁에 나서면서 베레좁스키와 푸틴의 관계는 급속도로 냉각되었다.
게다가 이전 자신이 벌였던 경찰 살해 사건과 체첸 반군과의 접촉 및 후원과 무기 지원, 돈세탁과 뇌물 등의 각종 범죄 행각이 드러나면서 2001년 러시아 경찰로부터 체포 영장이 발부되자 브라질, 네덜란드, 영국 등을 돌아다니며 망명 생활을 했다. 베레좁스키는 공공연하게 푸틴을 비판하였으며 푸틴에 반대하는 야당 인사들에게 자금을 지원했다. 2004년 우크라이나 대통령 선거에 불법적인 정치 자금을 조달했으며, 2010년 우크라이나 대통령 선거에서도 역시 빅토르 유셴코 대통령을 지원했다. 특히 체첸 반군의 지도자 아슬란 마스하도프와 접촉하면서 테러 자금을 지원한 것은 치명적인 혐의가 되었다.
반(反)푸틴 인사로서 수차례에 걸쳐 암살 위협을 받았고 말년에는 두 번째 아내에게 수억 파운드의 이혼 위자료를 지불했으며 로만 아브로비치와의 소송에서 패소하는 등 경제적으로도 파산 상태에 이르렀다. 이로 인해 경호팀을 해체하고 롤스로이스 자동차를 매각했으며 소장하던 앤디 워홀의 작품 '붉은 레닌'을 경매에 내놓았다. 이 작품은 크리스티 경매소에서 11만 파운드에 낙찰되었으나 베레좁스키는 경매 대금을 받기 전인 2013년 3월 23일, 버크셔주 애스콧 마을의 자택 욕조에서 죽은 채로 발견되었다. 러시아 정부 및 영국 정보부에 의한 타살 가능성이 제기되었으나 이와 관련해 러시아의 대통령 공보실장은 베레좁스키가 푸틴에게 용서를 빌며 러시아로 돌아가게 해 달라는 편지를 보냈다며 타살설을 부인했다. 베레조프스키의 딸은 아버지가 그런 편지를 썼을 리 없다고 부정하였으며 러시아 정부 측은 편지를 공개할 수 없다고 밝혔다. 부검 결과 타살 가능성을 찾을 수 없어 영국 경찰은 우울증에 의한 자살로 결론을 내렸다. 베레좁스키의 장례는 2013년 5월 8일 서리주에서 치러졌다.